# GREEN TOKYO ガンダムプロジェクト

背面（2009年7月19日撮影）

GREEN TOKYOガンダムプロジェクト（グリーンとうきょうガンダムプロジェクト）とは、2009年7月11日から同年8月31日までの期間、お台場の潮風公園（東京都品川区東八潮一・二番）内の太陽の広場で実施されたPRイベントである。2009年度グッドデザイン金賞を受賞。

## 概要
行政・都民・企業が一体化して緑あふれる都市再生と魅力あふれるまちづくりをテーマにメッセージを発信していくことを目的に実施された。プロジェクトではガンダムが“緑あふれる都市東京の再生”のシンボルキャラクターとして起用され、バンダイナムコグループが『機動戦士ガンダム』テレビアニメ放映30周年（当時）で始動した『機動戦士ガンダム30周年プロジェクト』の一環として世界初の実物大ガンダム立像を製作して設置された。
また2016東京オリンピック・パラリンピックの開催招致PRを兼ねており、8月1日より公開終了まで、左肩部分のホワイトベースのロゴがオリンピック招致ロゴに変更された。
開催前日の7月10日夜にオープニングセレモニーが開催され、「GREEN TOKYO ガンダムプロジェクト」実行委員会会長の尾田俊雄、東京都副知事の菅原秀夫、株式会社バンダイナムコホールディングス代表取締役社長の石川祝男（いずれも当時）、『機動戦士ガンダム』総監督の富野由悠季、主人公アムロ・レイ役の声優である古谷徹、特別ゲストでガンダムファンとして知られるGACKTが登場し、古谷徹が開会宣言を行なった。
開催当日の2009年7月11日付『読売新聞』朝刊には「GREEN TOKYO ガンダムプロジェクト実行委員会」による一面広告「ガンダム台場に立つ!!」が掲載された。
公式テーマソングにはDEPAPEPEの「beautiful wind（ビューティフル・ウィンド）」が採用され、イベント期間中は会場内のBGMとして使用された。
期間内来場者は、当初予想の150万人を大幅に上回り、8月10日に200万人を突破、8月13日までに230万1000人が訪問し、最終的に約415万2000人の来場があり、同時期の開催で不振だった横浜市の開国博Y150と比較対象的に報じるメディアも多かった。
全長18mの実物大ガンダム立像「RG1/1 RX-78-2 ガンダム Ver.G30th」は、2010年7月開催の『模型の世界首都 静岡ホビーフェア』で「RG1/1 RX-78-2 ガンダム」として静岡県静岡市に設置され、2012年4月に「RG1/1 RX-78-2ガンダム Ver.GFT」が「TOKYO ガンダムプロジェクト」の一環としてお台場のダイバーシティ東京に設置された。

## 主なプログラム
- 1/1実物大ガンダム（RX-78-2 ガンダム Ver.G30th）立像の建設および設置（制作：乃村工藝社）
- 協賛社・東京都関連出展
- 飲食サービス
- 記念品販売
- Light×Music Nights（DEPAPEPE、浅倉大介らが日替わりで出演したライブイベント）[14]

## 関係団体

### 主催団体
GREEN TOKYO ガンダムプロジェクト実行委員会
- 財団法人東京都公園協会
- 東京港埠頭株式会社
- 社団法人東京都造園緑化業協会
- 株式会社フジテレビジョン

### 後援団体
- 特定非営利活動法人 東京オリンピック・パラリンピック招致委員会
- 臨海副都心まちづくり協議会
- 社団法人日本公園緑地協会

### 特別協賛
- バンダイナムコグループ